# L'Alfiere di Re
L'Alfiere di Re, rassegna quindicinale di scacchi per i principianti e i provetti del gioco, veniva stampato a Palermo da una redazione formata da Giuseppe Cancelliere, Anton Mario Lanza e Pietro Raccuglia, curatore della parte estera. Dal 1922 divenne mensile. Da febbraio a giugno 1926, ultimo numero della rivista, uscì con un inserto di 4 pagine intitolato La paginetta. 